# Studia Rzeszowskie
Studia Rzeszowskie – rocznik naukowy wydawany w Rzeszowie w latach 1995–2003.
Wydawcą był Instytut Europejskich Studiów Społecznych. Od roku 2000 współwydawcą był rzeszowski też oddział IPN. Jego celem było upowszechnienie wiedzy o historii Polski Ludowej.